# کنسرت نوا
 کنسرت نوا نام یک آلبوم موسیقی اثر حسین علیزاده، هنرمند ایرانی است که در سبک  سنتی تهیه شده و دارای ۱۲ آهنگ است. مجید خلج نیز در ساخت این آلبوم همکاری کرده‌است.
به گفتهٔ علیزاده، «شیوه‌ای که در اجرای این مجموعه به کار گرفته شده محصول احساس دریافت و تجربه‌های خاص اجراکنندهٔ آن است. بداهه‌نوازی در این اجرا نقش عمده را به عهده دارد و تمبک نیز با ریتم‌های بداهه، ساز را همراهی می‌کند. ملودی‌ها روی موتیف اصلی گوشه‌ها بسط و گسترش می‌یابند و ریتم با الهام از حرکت ریتم‌های نهفته در ملودی گوشه‌ها اجرا می‌شود. در این شیوه که مبتنی بر تبادل احساس نوازنده و شنونده و نیز متاثر از لحظه‌های اجراست موسیقی سازی و تنوع ریتم اهمیت و جلوهٔ بیشتری می‌یابد و تمبک به عنوان ساز همراه نقش مهم‌تری ایفا می‌کند.»

## فهرست آهنگ‌ها
| ردیف | آهنگ          |
| ۱    | درآمد         |
| ۲    | ضربی نوا      |
| ۳    | نغمه          |
| ۴    | کرشمه         |
| ۵    | نیشابورک      |
| ۶    | ضربی نیشابورک |
| ۷    | نهفت          |
| ۸    | ضربی نهفت     |
| ۹    | بیات کرد      |
| ۱۰   | بسته نگار     |
| ۱۱   | فرود          |
| ۱۲   | رنگ نوا       |